# Benjamin Gaillardet
Pas d'image ? Cliquez ici

a Compétitions nationales et continentales officielles uniquement.

Dernière mise à jour le 12 novembre 2021.
Benjamin Gaillardet, né le 12 mai 1985, est un joueur français de rugby à XV qui évolue au poste d'arrière ou de centre.

## Biographie
Formé à la Pédale et Stade tarusate, puis à l'US Dax, Gaillardet participe sous le maillot dacquois à une rencontre professionnelle pendant la saison 2005-2006.
Il évolue par la suite au SA Hagetmau et à l'US Orthez, avant de revenir à Hagetmau en 2012.
En fin de carrière, Benjamin Gaillardet évolue sous le maillot du Saint-Paul Sports Rugby, à partir de 2013,, jusqu'en 2019.
Il reprend sa carrière lors de la saison 2023-2024, dans l'effectif de la PS Tartas.